# Roma Zver
Roma Zver (Pома Зверь en ruso) (7 de diciembre de 1977, Taganrog, Óblast de Rostov, Rusia), músico, cantante, escritor y productor ruso. Actual vocalista del grupo Zveri (en ruso, Animales).

## Biografía
Su nombre real es Román Vitálievich Bílyk (Рома́н Вита́льевич Би́лык). Más conocido por ser el vocalista del grupo de rock ruso Zveri, Roma Zver es a la vez productor del mismo. En el año 2001, llegó a Moscú en donde formó el grupo de rock, el cual se convertiría en una agrupación con popularidad en Rusia, Ucrania, Alemania, Israel y otros países. En 2006, escribió el libro Lluvias-Pistolas (Дожди-пистолеты, ISBN 5-353-02586-5), el cual es su autobiografía. Contrajo matrimonio con la modelo rusa Marina Koroliova.

## Crítica
Roma Zver junto con su grupo han recibido críticas por presentar y vender música rock con textos simples y contagiosos o con letras sobre el amor y las relaciones, más comunes en el pop. El rock ruso y soviético durante muchos años fue utilizado como música de protesta ante los problemas políticos y sociales. Roma Zver y su grupo Zveri producen música apolítica y gozan de enorme popularidad y por ello son mal vistos por otros fanáticos de la música rock quienes esperan letras con otro contenido. 